# 빌 게이츠
윌리엄 헨리 게이츠 3세(영어: William Henry Gates III, 1955년 10월 28일~)는 미국의 마이크로소프트 설립자이자 기업인이다. 그는 당시 프로그래밍 언어인 베이직 해석프로그램과 알테어용 프로그래밍 언어인 알테어 베이직을 개발했다. 마이크로소프트에서 근무하면서 게이츠는 2014년 5월까지 회장, 최고경영자, 사장, 최고 소프트웨어 설계자 등의 직책을 맡았다. 그는 1970년대와 1980년대 마이크로컴퓨터 혁명의 선구자이자 가장 잘 알려진 기업가 중 한 사람이다.
워싱턴주 시애틀에서 태어나 자란 게이츠는 1975년 뉴멕시코주 앨버커키에서 어린 시절 친구였던 폴 앨런과 함께 마이크로소프트를 공동 설립했다. 마이크로소프트는 세계 최대의 개인용 컴퓨터 소프트웨어 회사가 되었다. 게이츠는 2000년 1월 최고경영자(CEO) 자리에서 물러날 때까지 회장 겸 CEO로 회사를 이끌었지만 회장으로 남아 소프트웨어 설계의 최고책임자가 됐다. 2006년 6월 게이츠는 자신과 아내 멜린다 게이츠가 2000년에 설립한 개인 자선재단인 빌 & 멜린다 게이츠 재단에서 전일제로 근무하기 위해 마이크로소프트에서 파트타임직으로 전환하기도 했다. 그리고 2014년 2월 마이크로소프트 회장직에서 물러나, 새로 임명된 사티아 나델라 최고경영자(CEO)를 지원하기 위한 기술자문위원직을 새로 맡았다.
1987년 이후 그는 포브스 선정 세계 최고 부호 명단에 포함되었다. 1995년부터 2017년까지 그는 포브스지 선정에서 4년을 제외하고 모두 세계 최고 부자 타이틀을 차지했다. 2017년 10월에는 아마존 창업자 겸 CEO 제프 베조스에게 추월당했다. 2020년 8월 현재 게이츠는 추정 순자산이 1,137억 달러로, 제프 베조스와 일론 머스크에 이어 세계에서 세 번째로 부유한 사람이 되었다.
게이츠는 이후 2008년 마이크로소프트에서 전일제 근무를 그만둔 이후 여러 자선 활동을 추구해 왔다. 그는 세계 최대의 민간 자선단체로 알려진 빌 & 멜린다 게이츠 재단을 통해 여러 자선단체와 과학 연구 프로그램에 상당한 액수의 돈을 기부했다. 2009년에 게이츠와 워렌 버핏은 더기빙플레지(The Giving Plege)를 설립했는데, 이 서약서를 통해 자신과 다른 억만장자들은 적어도 재산의 절반을 자선단체에 기부하겠다고 서약했다.

## 학력
- 레이크사이드 스쿨 (1973년 졸업)
- 하버드 대학교 법학 (1974년 중퇴)
- 하버드 대학교 명예 (2007년 법학박사)

## 생애

### 성장 과정

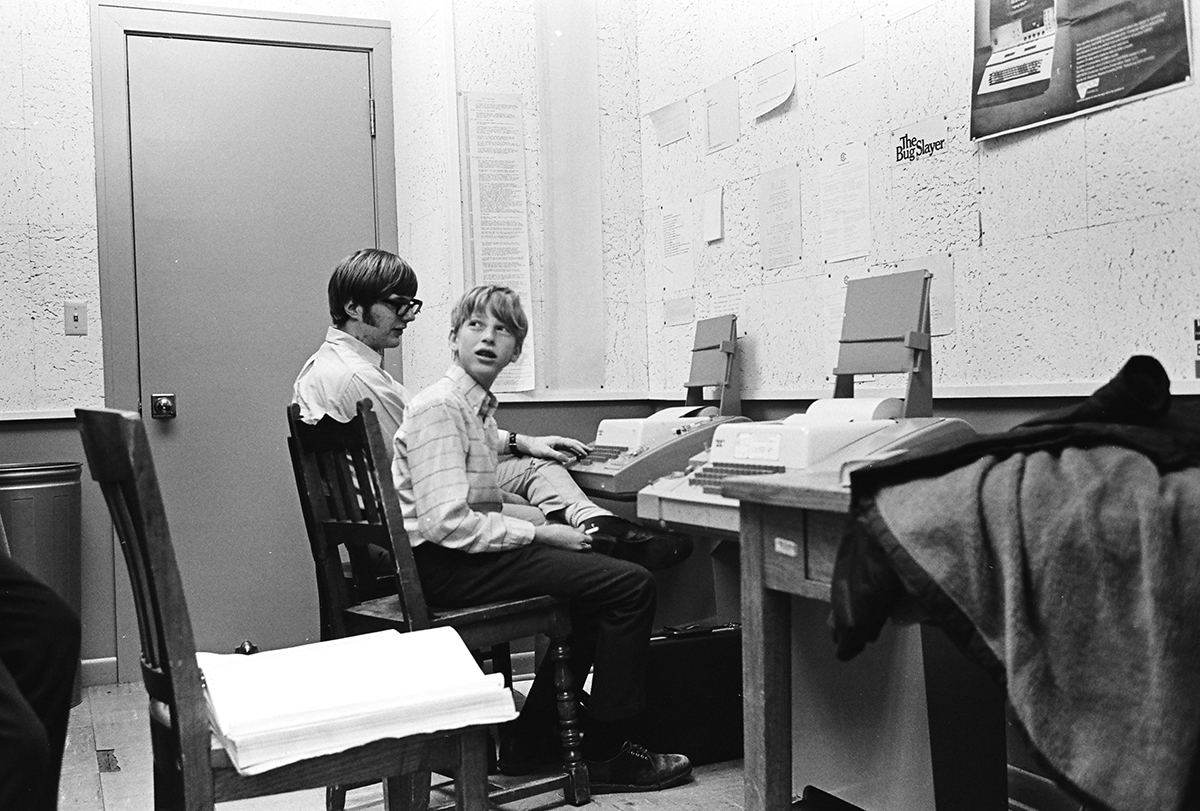
1970년 레이크사이드대학에서 폴 앨런과 함께 게이츠(오른쪽)

윌리엄 헨리 게이츠 3세는 1955년 10월 28일에 워싱턴주 시애틀에서 아버지 윌리엄 H. 게이츠 시니어와 어머니 매리 맥스웰 게이츠의 아들로 태어났다. 그의 부모는 영국계 미국인이자 독일계 미국인이며, 스코틀랜드계 아일랜드 이민자였다. 그의 가정은 상중류층으로, 아버지는 저명한 변호사였으며 어머니는 교사였다고 한다. 또한 외할아버지인 J. W. 맥스웰은 미국 국립은행의 부은행장이었다. 게이츠에게는 누나 크리스티앤(Kristianne)과 리비(Libby)가 있었다. 그는 그의 가문에서 윌리엄 게이츠라는 이름을 물려받은 네 번째 남자이지만 실제로는 윌리엄 게이츠 3세로 불리는데, 이는 그의 아버지가 자신의 이름에서 '3세'라는 접미어를 사용하지 않았기 때문이다. 빌 게이츠가 어렸을 때, 그의 부모는 그가 법조계에서 일하게 되기를 바랬다.
그는 13세 때 상류층 사립 학교인 레이크사이드 스쿨에 입학했다. 8학년이 되었을 때, 학교 어머니회는 자선 바자회에서의 수익금을 텔레타이프라이터 단말기와 제네럴 일렉트릭 (GE) 컴퓨터의 사용시간을 구매하는 데 사용하기로 결정하였다. 게이츠는 이 GE 시스템에서 베이직(BASIC)으로 프로그래밍하는 것에 흥미를 갖게 되었으며, 이에 프로그래밍을 더 연습하기 위해 만든 최초의 프로그램으로 사람이 컴퓨터를 상대로 플레이할 수 있게 되어 있었다. 또한 다른 게임인 달 착륙 게임을 만들기도 하였다. 그는 입력된 코드를 언제나 완벽하게 수행하는 이 기계에 매료되었다. 게이츠가 훗날 회고한 바에 따르면, 당시의 기억에 대해 그는 '그때 그 기계는 나에게 정말 굉장한 것이었다'라고 말했다. 어머니회의 기부금이 바닥나자, 게이츠와 몇몇 학생들은 DEC의 미니컴퓨터의 사용 시간을 샀다. 이 시스템 중 일부는 PDP-10이라는 것으로 컴퓨터 센터 코퍼레이션(CCC)에서 생산된 것이었는데, 훗날 게이츠를 포함한 네 명의 레이크사이드 스쿨 학생(폴 앨런, 릭 와일랜드, 켄트 에번스)은 이 시스템의 운영 체제가 가진 버그를 이용해 공짜로 컴퓨터를 사용한 것이 발각되어 이 회사로부터 사용을 금지당하기도 했다. 심지어 컴퓨터를 1달 동안 사용을 금지하기도 했다.
고등학교 졸업 후 하버드 대학교에 진학하여 법학예과를 전공했으나 재학 중 1975년 폴 앨런과 함께 마이크로소프트를 설립하고 학업을 중단했다. 당시에 그는 사업이 안 풀리면 학교로 돌아갈 예정이었으나 마이크로소프트의 성공으로 돌아가지 않았다. 빌 게이츠는 컴퓨터의 황제로 불리고 있다.

## 마이크로소프트

### BASIC

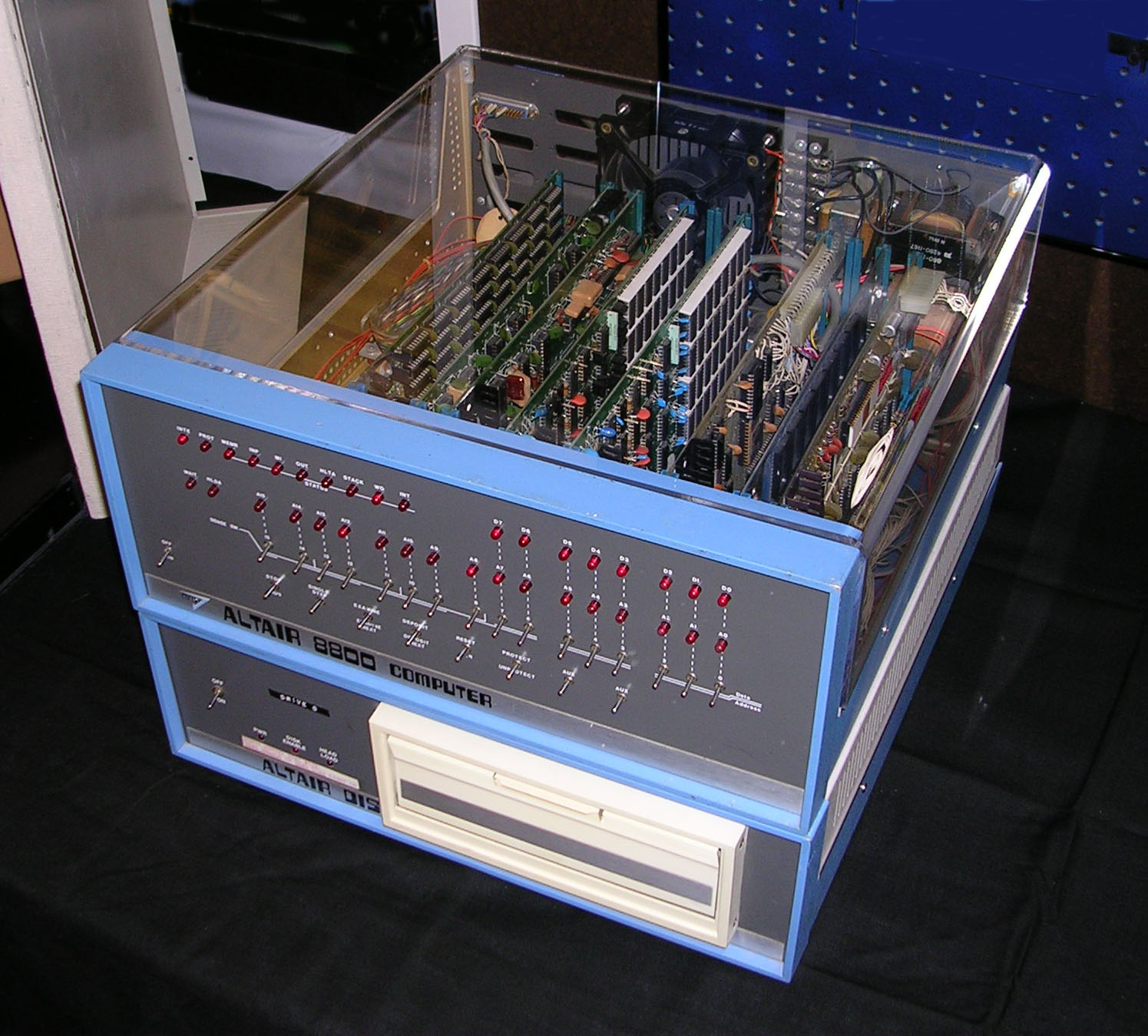
MITS Altair 8800

게이츠는 알테어 8800을 시연한 '포퓰러 일렉트로닉스(Popular Electronics)' 1975년 1월호를 읽고, 마이크로인스트레이팅시스템(MITS)에 연락해 자신과 다른 사람들이 플랫폼용 BASIC 인터프리터 작업을 하고 있다는 사실을 알렸다. 현실에서 게이츠와 앨런은 알테어(Altair)를 가지고 있지 않았고 그것에 대한 코드를 쓰지 않았다.그들은 단지 MITS의 관심을 알아보고 싶었을 뿐이다. 그들은 MITS의 에드 로버츠 사장을 만나 시범을 보이기로 했고, 몇 주 동안 그들은 미니컴퍼터로 작동하는 알테어 에뮬레이터를 개발한 뒤 BASIC 인터프리터를 개발했다. 시험 설명회는 뉴멕시코주 앨버커키에 있는 MITS 사무실에서 성공적으로 진행되었고 MITS와 계약으로 이어졌다. MITS는 앨런을 고용했고 게이츠는 1975년 11월 앨런과 함께 MITS에서 일하기 위해 하버드를 휴학했다. 앨런은 그들의 파트너십을 "마이크로컴퓨터"와 "소프트웨어"의 합성어인 "Micro-Soft"라고 이름 지었고, 그들의 첫 번째 사무실을 앨버커키에 위치했다. 게이츠와 앨런이 고용한 첫 번째 직원은 그들의 고등학교 협력자 Ric Weiland이다. 그들은 1년 안에 하이폰을 떨어뜨리고 1976년 11월 26일 뉴멕시코주 장관에게 "마이크로소프트"(Microsoft)라는 상호를 공식적으로 등록했다.
마이크로소프트의 Altair BASIC은 컴퓨터 취미 활동가들에게 인기가 있었지만, 게이츠는 시장 이전 복사본이 유출되어 널리 복사되고 배포되고 있다는 것을 발견했다. 1976년 2월, 그는 MITS 뉴스레터에 취미활동가에게 보내는 공개서신(Open Letter to Hobbyists)을 작성했는데, 이 서신에는 마이크로소프트 알테어 베이직의 사용자 중 90% 이상이 마이크로소프트에 돈을 지불하지 않았고 이는 전문 개발업자들의 고품질 소프트웨어를 생산, 유통, 유지하도록 하는 동기를 없애고 있다고 주장했다. 이 편지는 많은 컴퓨터 취미 생활자들에게 반감을 샀지만, 게이츠는 소프트웨어 개발자들이 정당한 보상을 요구할 수 있어야 한다는 자신의 믿음을 고수했다. 마이크로소프트는 1976년 말 MITS로부터 독립하였고, 다양한 시스템용 프로그래밍 언어 소프트웨어를 계속 개발하였다. 회사는 1979년 1월 1일 앨버커키에서 워싱턴 벨뷰로 이전하였다.
게이츠는 회사가 처음 5년 동안 생산한 모든 코드 라인을 개인적으로 검토하고 종종 다시 썼다고 말했다. 회사가 성장함에 따라 그는 관리자 역할로 전환했고, 그 후 임원으로 전환했다.

### IBM과 파트너쉽
당시 컴퓨터 장비의 선도적 공급 업체였던 IBM은 1980년 7월 곧 출시될 개인용 컴퓨터인 IBM PC의 소프트웨어와 관련해 마이크로소프트에 접근했다. IBM은 먼저 마이크로소프트가 BASIC 인터프리터를 쓸 것을 제안했다. IBM의 대표들도 운영체제가 필요하다고 언급했고 게이츠는 이를 널리 사용되는 CP/M 운영체제의 제조업체인 디지털 리서치(DRI)에 의뢰했다. 그러나 IBM와 DRI의 논의는 지지부진했고, 라이선스 계약에는 이르지 못했다. IBM의 대표인 잭 샘스는 게이츠와의 후속 회의에서 라이센싱의 어려움에 대해 언급하고 마이크로소프트가 운영 체제를 제공할 수 있는지 물었다. 몇 주 후, 게이츠와 앨런은 CP/M과 유사한 운영 체제인 86-DOS를 사용하여 시애틀 컴퓨터 제품(SCP)의 팀 패터슨이 PC와 유사한 하드웨어용으로 만들었다고 제안했다. 마이크로소프트는 SCP와 86-DOS의 독점 라이선스 에이전트로 계약을 체결하였고, 이후 정식 소유자가 되었다. 마이크로소프트는 패터슨을 고용하여 PC[59]용 운영체제를 적응시켰고, 이를 일회성 수수료 5만 달러에 IBM에 PC DOS로 납품했다.
그 계약 자체는 마이크로소프트에게 상대적으로 적은 수수료를 벌 수 있었으나 그것은 IBM이 그들의 운영체제를 채택함으로써 마이크로소프트가 소기업에서 세계 유수의 소프트웨어 기업으로 변모하는 계기가 되었다. 게이츠는 다른 개인용 컴퓨터 제조업체들이 IBM의 PC 하드웨어를 복제할 것이라고 믿었기 때문에 운영체제에 관한 저작권을 IBM에 양도하지 않았다. 그들은 IBM과 호환되는 PC를 사실상의 표준인 DOS를 실행하면서 그렇게 했다. MS-DOS(IBM 이외의 고객에게 판매되는 DOS 버전)의 판매는 마이크로소프트가 업계의 주요 주체가 되었다. 언론은 재빨리 마이크로소프트가 IBM PC에 매우 영향력 있는 인물이라고 확인했다.PC 매거진은 게이츠가 "the man behind the machine?"(기계 뒤에 있는 사람?)이라고 칭했다.
게이츠는 1981년 6월 25일, 워싱턴 주에 회사를 재법인화하며 이사회 의장과 회장으로서 회사를 총괄했으며, 폴 앨런은 부회장과 부의장으로 임명했다. 1983년 초 앨런은 호지킨 림프종 진단을 받고 회사를 떠났고, 마이크로소프트 주식에 대한 논쟁으로 수개월 전에 경색되었던 게이츠와 앨런의 공식적인 사업 파트너십은 사실상 종료했다. 10년 후, 게이츠는 앨런과의 관계를 회복했고 두 사람은 함께 그들의 어린 시절 학교인 레이크사이드에 수백만 달러를 기부했다. 게이츠는 2018년 10월 앨런이 사망할 때까지 친구로 남아 있었다.

### WINDOWS
마이크로소프트는 1985년 11월 20일 첫 번째 마이크로소프트 윈도우 버전을 출시했다. 이듬해 8월 IBM과 OS/2라는 별도의 운영체제를 개발하는 계약을 체결했다. 마이크로소프트와 IBM은 새 시스템의 첫 번째 버전을 성공적으로 개발했지만 의견 차이가 커져 파트너십이 틀어졌다.

### 경영 스타일
빌 게이츠는 미래학자 이상의 시대적 감각으로 소비자들의 요구를 컴퓨터 산업에 접목시켜왔다. 개인용 컴퓨터(PC)가 컴퓨터 산업을 주도하고 소프트웨어가 도약의 기회가 될 것이라고 내다본 빌 게이츠의 통찰력이 바로 성공 신화의 근간을 이루고 있다. 무엇보다도 그의 통찰력은 지속적인 쌍방향 커뮤니케이션을 통해 얻은 아이디어에서 비롯됐다. 빌 게이츠는 1년에 두 차례 미국 서북부 호숫가에 있는 별장에 은둔하면서 ‘생각주간(Think Week)’을 갖는다. 1주일 동안 가족들 방문도 차단한 채 세계 각국 직원들이 작성한 보고서를 토대로 성과물을 만들어 왔다. 빌 게이츠는 직원들 누구나 보고서를 제출할 수 있도록 제도화시켜 의사소통의 장벽을 없앴다. 소비자들과 경영진의 접점에 있는 직원들이 보고서를 통해 저변의 시장흐름을 생동감 있게 전달했음은 물론이다. 철저한 고객관리와 상호 의사소통을 중시하는 빌 게이츠 특유의 경영철학을 엿볼 수 있는 대목이다.

## 마이크로소프트 이후
게이츠는 마이크로소프트에서 전일 업무를 그만둔 이후 자선 사업을 비롯한 프로젝트에 힘쓰고 있다. 게이츠는 2014년 3월 27일자 롤링스톤지에 실렸던 인터뷰에서 다양한 이슈에 대한 자신의 견해를 밝혔다. 이 인터뷰에서 게이츠는 기후 변화, 그의 자선 활동, 다양한 기술 회사들과 관련자들, 그리고 미국의 상태에 대한 그의 견해를 밝혔다. 게이츠는 50년 후를 내다볼 때 가장 두려운 것에 대한 질문에 이렇게 말했다. "향후 50년, 혹은 100년 안에 매우 끔찍한 일이 일어날 수 있으나, 나는 전세계적 유행병, 핵이나 생화학 테러 행위로 인해 수많은 사람이 목숨을 잃는 일이 일어나지 않길 바란다"라고 말했다. 게이츠는 또 혁신을 '진보의 진정한 원동력'으로 규정하고 "미국이 지금까지보다 훨씬 나은 오늘을 보내고 있다"고 선언했다."

빌 게이츠는 슈퍼지능의 잠재적인 해악에 대해 우려를 표명하기도 했다. 
"처음엔 그 기계들은 우리를 위해 많은 일을 할 것이고 그다지 똑똑하지 않을 것이다. 우리가 잘 관리한다면 인공지능은 긍정적일 것이다. 그 후 몇 십 년이 지나면 인공지능은 걱정거리가 될 만큼 강력할 것이다. 나는 이것에 대해 일론 머스크와 몇몇 다른 사람들의 의견에 동의하고 왜 몇몇 사람들이 관심을 갖지 않는지 이해하지 못한다."
게이츠는 2015년 3월 바이두 최고경영자(CEO) 로빈 리와 함께 TED 컨퍼런스에서 가진 인터뷰에서 닉 보스트롬의 최근 저서인 '초지능' "매우 추천한다"고 밝혔다. 2019년 COVID-19로 인해 전세계가 펜데믹 상황에 빠지기 전에 이 회의에서 게이츠는 전세계가 유행병에 대한 준비가 되어 있지 않다고 경고했다. 게이츠는 2018년 3월 시애틀의 자택에서 사우디의 개혁적인 왕세자 겸 사실상의 통치자인 모하메드 빈 살만과 만나 사우디 비전 2030에 대한 투자 기회를 논의했다. 2019년 6월 게이츠는 안드로이드에 모바일 운영체제 경쟁에서 진 것이 자신의 가장 큰 실수였다고 인정했다.
"그때 안드로이드를 쳐내야 했는데 ... 이런저런 이유로 그러지 못해 아쉽다. 반독점법 위반 소송 때문에 온통 정신이 팔려 모바일 시장에 집중하지 못했다. 윈도우 모바일 OS를 더 잘 다듬었거나 안드로이드를 구글보다 먼저 인수했더라면 지금 모바일 시장은 (애플 iOS와 함께) 윈도우 모바일이 지배하고 있었을 것이다."
2020년 3월 13일 마이크로소프트는 게이츠가 버크셔 해서웨이와 마이크로소프트의 이사직을 떠나 기후 변화, 세계 보건 및 개발, 교육 등과 같은 자선 활동에 헌신할 것이라고 발표했다.

## 자선 활동

### 빌 & 멜린다 게이츠 재단
빌&멜린다 게이츠 재단
“질병에 걸리는 사람들의 90%는 가난한 나라에 살고 있는데, 이 나라들이 보유한 보건 자원은 전 세계 보유량의 10%에 불과하다.”
빌 & 멜린다 게이츠 재단(Bill & Melinda Gates Foundation), 게이츠 재단(Gates Foundation) 또는 B&MGF는 재정이 투명하게 운영되는 민간 재단 중 세계에서 가장 규모가 큰 재단이다. 빌 게이츠와 멜린다 게이츠에 의해 2000년에 설립되었다. 이 재단은 '게이츠 가의 관심과 열정에 의해 운영된다'. 주 운영 목적은 국제적 보건의료 확대와 빈곤 퇴치, 그리고 미국 내에서는 교육 기회 확대와 정보 기술에 대한 접근성 확대이다. 빌 게이츠가 자선 활동가로 변모시킨 사람으로 세 명이 언급되는데 빌 게이츠의 아버지 윌리엄 H. 게이츠, 그의 아내 멜린다, 석유왕 록펠러이다.

빌 게이츠는 자선 사업에 관심을 갖게 된 중요한 이정표(milestone)로 1993년에 읽었던 한 보고서를 꼽는다. 이 보고서의 그래프에는 로타바이러스로 한 해 어린이 50만명이 사망한다는 사실이 나타나 있었다. 게이츠는 “비행기 사고로 100명이 사망해도 모든 언론이 대서특필하는데, 50만명이 사망하는 질병에 대해서 아무도 관심을 가지지 않는다”는 사실에 충격을 받았다고 한다. 본격적인 기부 활동에 나서기 전 빌 게이츠는 아버지 윌리엄 H. 게이츠의 도움을 구했다. 1994년에 자선단체 ‘윌리엄 H. 게이츠 재단’을 설립한 아버지가 기부 활동에 있어서는 선배이기도 했기 때문이다.

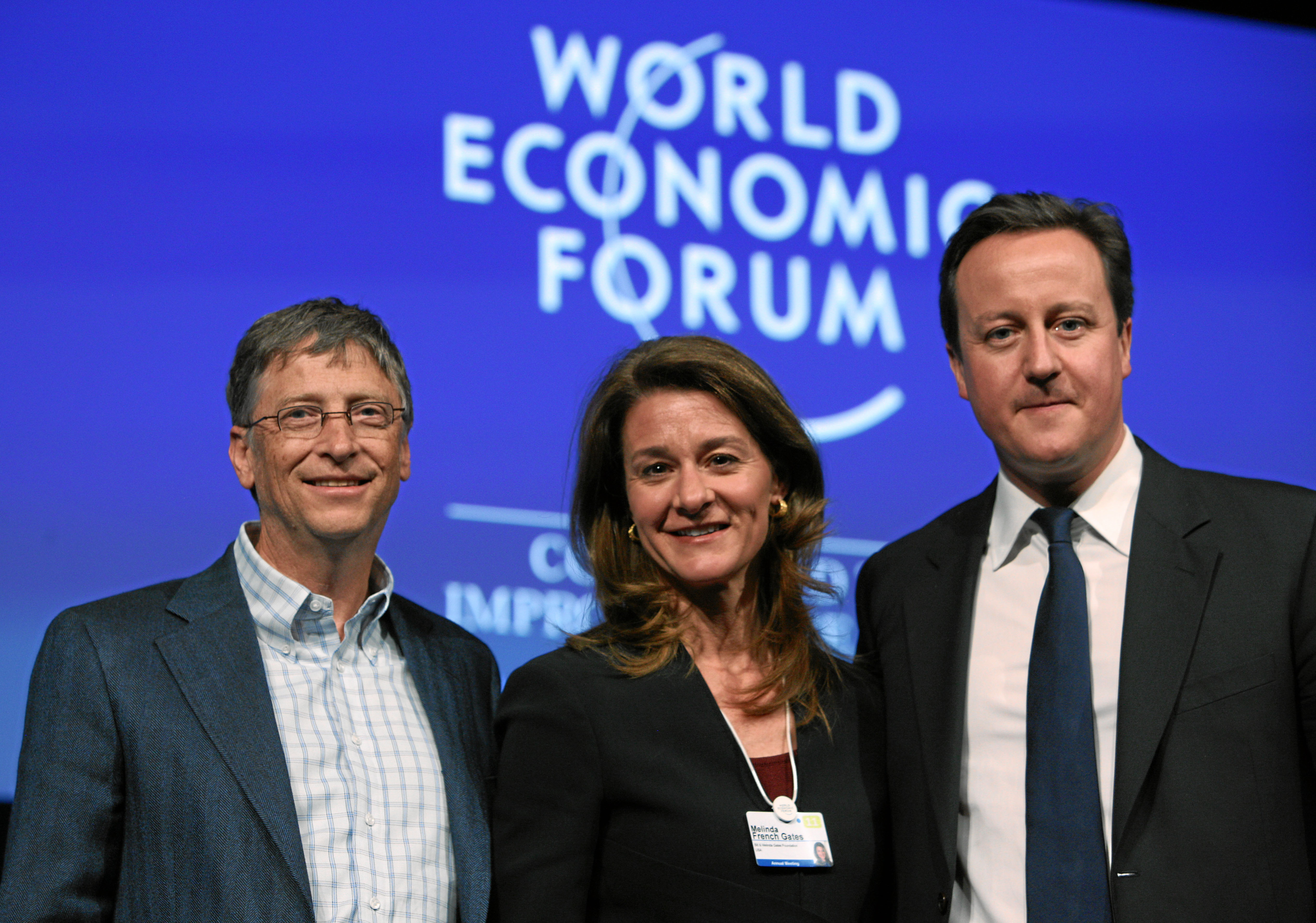
빌게이츠와 그의 아내 멜린다, 데이비드 카메론

멜린다도 결혼 전까지 기부에 별다른 관심이 없었던 빌 게이츠를 설득해 자선가로 변신시킨 인물로 언급된다. 빌 게이츠는 지난 2010년부터 다른 백만장자들에게 재산의 절반 이상을 기부하도록 권유하기 시작했는데, 이 활동에 멜린다의 영향이 결정적이었던 것으로 알려졌다. ‘절반의 힘(The Power of Half)’이라는 책을 읽고 감명을 받은 멜린다가 게이츠에게 ‘기부 권유 운동’을 시작하도록 권했다는 것이다. 윌리엄 게이츠는 돈에 대한 아들의 가치관에도 영향을 준 것으로 보인다. 윌리엄 게이츠는 부유한 변호사였지만, 돈을 그냥 물려주면 자식을 망친다는 생각으로 빌 게이츠에게 창업 자금을 주지 않았다. 빌 게이츠와 아내 멜린다 역시 세 자녀에게 각각 1000만달러(약 108억원)씩만 물려주고 재산의 나머지 95%는 기부하겠다고 공언한 상태다. 게이츠 부부는 ‘투자의 귀재’ 워런 버핏과 함께 기부 권유 운동을 시작했다. 현재까지 마이클 블룸버그 전 뉴욕시장, 전기차 업체 테슬라 CEO 엘론 머스크, 록펠러 가문의 수장인 데이비드 록펠러, 페이스 북 CEO 마크 저커버그 등 120여명이 참가 의사를 밝혔다.
‘석유왕’ 록펠러, ‘철강왕’ 카네기, ‘자동차왕’ 포드 등 미국의 자본주의를 개척한 초기의 부호들도 빌 게이츠의 변신에 영향을 미쳤다. 게이츠는 2013년 열린 한 행사에서 자신의 자선 활동과 관련, “1세대 대(大) 자선가들로부터 많은 영향을 받았다”고 언급한 적이 있다. 이 중에서도 게이츠에게 가장 큰 영향을 준 것으로 꼽히는 인물이 존 D. 록펠러이다.
록펠러와 게이츠는 비슷한 점이 많다. 정유회사 ‘스탠더드 오일’을 설립한 록펠러는 저가 공세로 경쟁사를 차례차례 무너뜨리며 석유업계를 독점했다. 그래도 생전에 교회에 십일조는 꼬박꼬박 냈고, 이후 아들 세대에 막대한 기부를 하면서 무자비한 자본가라는 오명(汚名)을 씻었다. 게이츠가 창업한 마이크로소프트도 초창기에는 ‘윈도’ 운영체제 안에 웹브라우저 ‘인터넷 익스플로러’를 기본 탑재해 시장을 독점한다는 논란에 시달렸다. 게이츠는 과거 인터뷰에서 “돈을 버는 것과 번 돈을 남에게 그냥 줘버리는 일을 동시에 한다는 것이 혼란스럽게 느껴졌다”고 말한 적이 있다. 자선가로 변신하기 전까지는 기부나 자선 활동에 관심이 별로 없었다는 이야기다.
교육과 의료 사업에 집중적으로 기부했다는 점도 비슷하다. 록펠러는 록펠러 재단을 세워 황열병 치료 등을 지원했고 시카고 대학교, 록펠러 대학교를 설립했다. 게이츠 앤 멜린다 재단의 활동도 교육과 보건의료 분야에 집중돼 있다. 저개발 국가 주민들의 생활을 개선하는 효과가 가장 큰 분야이기 때문이다. 이 재단은 “특정 개인에게 직접적인 지원을 제공하지는 않는다”고 명시하고 있다.

### 창조적 자본주의
“지구상에는 수많은 사람들이 소외된 삶을 살고 있다. 그들에게는 더 많은 것들이 필요하다. 하지만 그들은 시장을 움직일 수 있는 능력이나 표현수단이 없다. 그렇기 때문에 그들은 계속 가난했고 예방할 수도 있는 병들에 시달렸으며 생명을 지킬 기회를 얻지 못했다. 정부와 비영리 단체들이 그들을 돕는 역할들을 감당하고 있다. 하지만 그들만의 힘으로 그 일을 하게 되면 너무나 긴 시간이 필요하다. 가난한 사람들을 위한 발명품들을 만들 기술은 기업체들이 갖고 있다. 이런 기술의 효능을 극대화하기 위해서는 보다 창조적인 자본주의가 필요하다.”
2008년 1월 스위스의 다보스포럼에서 빌 게이츠는 ‘창조적 자본주의’라는 개념을 역설했다. 기업의 사회환원 활동을 ‘의무’로 한층 끌어올린 개념이다. 기업 활동을 위해 돈을 버는 동시에 자선 활동도 ‘의무적’으로 하는 자본주의를 ‘창조적 자본주의’라고 지칭한 것이다.

### 자선 스포츠 행사
2017년 4월 29일, 게이츠는 시애틀의 매진된 키 아레나에서 열린 비경쟁 테니스 경기인 아프리카 4차전에서 스위스의 테니스 전설 로저 페더러와 파트너십을 맺었다. 이 행사는 아프리카에서 로저 페더러 재단의 자선 활동을 지지하는 것이었다. 페더러와 게이츠는 이번 10년 동안 미국 선수 1위 존 이스너와 펄 잼의 리드 기타리스트 마이크 매크레디와 맞붙었다. 그 두 사람은 6대 4로 시합에서 이겼다. 그들은 아프리카 어린이들을 위해 200만 달러를 모금했다.
로저 페더러는 2018년 3월 6일 자신의 인스타그램에 "Still flying high from last night! Thanks to everyone who made the #MatchForAfrica a great success!"이라는 문구와 함께 빌 게이츠, 잭 소크와 찍은 사진을 게재했다. 페더러는 이날 미국 캘리포니아주 새너제이에서 마이크로소프트(MS) 창업자 빌 게이츠와 복식조를 구성해 잭 소크와 NBC 투데이쇼 진행자 사바나 거스리조와 자선 경기를 펼쳤다. 게이츠와 페더러는 함께 6-3으로 두 번째 경기 승리를 기록했고 경기는 250만 달러 이상을 벌어들였다.

### 백신개발
신종 코로나바이러스 감염증(코로나 19)이 전 세계로 확산 양상을 보이던 지난 2020년 5월. 빌 게이츠 마이크로소프트 창업자는 자신의 아내와 함께 설립한 재단을 통해 코로나 19 백신 개발을 위한 연구 자금으로 써 달라는 요청과 함께 한국의 바이오기업에 360만 달러를 지원한다고 발표했다. 그리고 그는 지난 7월 문재인 대통령에게 편지를 보낸다. 이미 4월 문 대통령과 코로나 19 대응을 위해 전화통화를 나눴던 빌 게이츠 회장은 한국의 코로나 방역과 리더십에 다시 한번 신뢰를 나타냈다. 특히 그는 코로나 백신 개발을 위해 한국정부와 기업 등과 협력을 약속하면서, 국내 바이오 기업인 에스케이(SK) 바이오사이언스를 언급하기도 했다. 그는 "코로나 백신 민간 분야에서 한국이 가장 앞서 있다"면서 "SK 바이오사이언스가 백신 개발에 성공하면 내년 6월께 연간 2억개의 백신을 내놓을 수 있을 것"이라고 밝혔다. 또 이를 통해 세계 각국의 수많은 어려운 사람들이 혜택을 받을 수 있을 것이라고도 했다.

## 벤처 기업 투자 (부분 목록)
게이츠는 다양한 분야의 지분을 보유한 수십억 달러 규모의 투자 포트폴리오를 보유하고 있으며 마이크로소프트를 넘어 다음과 같은 여러 벤처 사업에 투자했다.

비욘드미트(Beyond meat) 식물성 고기 제조 대체육 기업

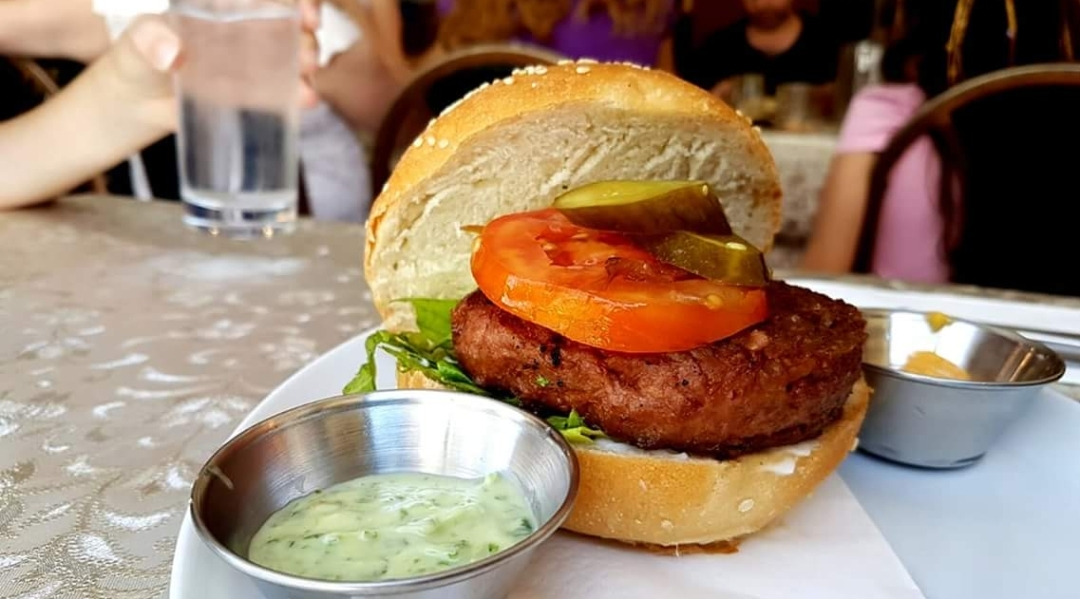
빌게이츠가 투자한 콩고기로 만든 비욘드미트 버거

슈뢰딩거(Schrödinger, Inc) 생명과학, 소재과학 소프트웨어 업체로 제약·바이오텍·소재 연구에 쓰이는 화학 시뮬레이션 소프트웨어 제작 기업
웨이스트 매니지먼트(Waste Management) 폐기물 처리 업체
캐나다 국립 철도(Canadian National Railway) 1995년에 민영화된 캐니다 국립 철도
브룸(Vroom) 미국 온라인 중고차 판매 스타트업
트위터(Twitter) 소셜 네트워크 서비스 기업
월마트(Walmart) 미국의 다국적 유통기업

## 개인사생활

### 아내 멜린다와 결혼

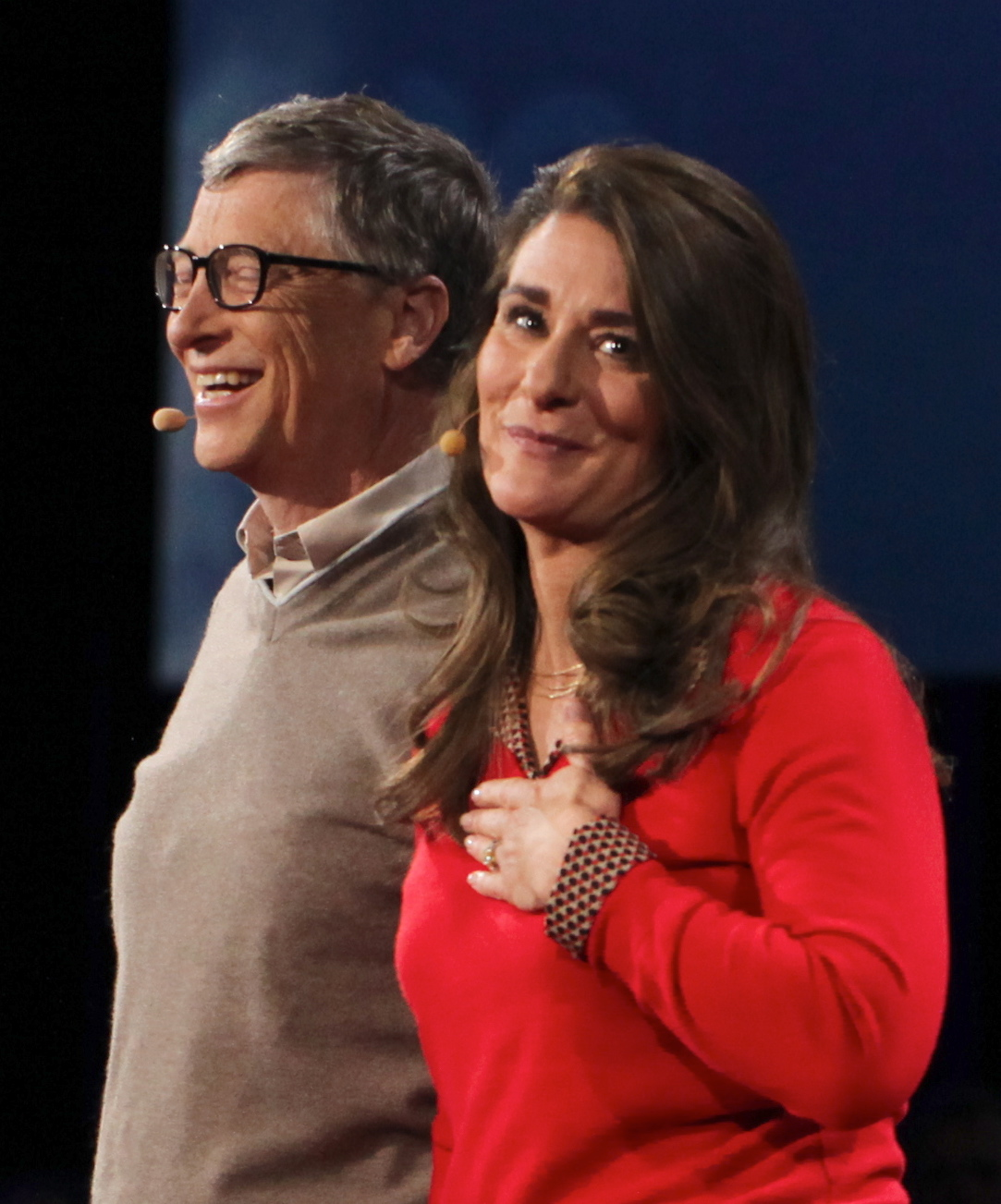
빌 게이츠와 그의 아내 멜린다 게이츠

빌 게이츠와 아내 멜린다의 관계는 지난 1987년으로 거슬러 올라간다. 비즈니스인사이더에 따르면 두사람이 만난 것은 멜린다가 MS의 제품매니저로 입사한 직후다. 그녀가 입사한 지 몇개월 후 빌은 그녀에게 첫 데이트를 신청했다. 당시 빌 게이츠가 멜린다에게 전화를 걸어와 “저기...만일 당신이 내게 전화번호를 준다면 우린 오늘 밤부터 2주일 안에 데이트할 수 있을 것 같은데...”라고 말했다. 멜린다는 진지하지 않다고 여겼고, 되물었다. 멜린다는 “나는 그에게 ‘오늘 밤으로부터 2주일 후라고요? 나는 2주일 후에 내가 뭘하고 있을지 몰라요. 그리고 ‘당신은 충분히 마음에서 우러나 보이지 않는군요’라고 말했다”라고 털어놓았다. 빌 게이츠는 한 시간 뒤에 전화를 걸어서는 ‘이러면 당신에게 충분히 마음에서 우러난 것처럼 보이나요?’라고 물었지요“라고 당시 상황을 밝혔다. 그리고 그녀는 이 날 데이트에 응했다. 빌과 멜린다는 7년 간의 데이트 끝에 1994년 1월 1일 하와이의 라나이섬에서 비밀결혼식을 올리면서 결혼에 골인했다.

### 자녀교육
빌 게이츠는 "내 아이들에게 당연히 컴퓨터를 사 줄 것이다. 하지만 그보다 먼저 책을 사 줄 것이다."라고 말했다. '컴퓨터 황제'로 통하는 빌 게이츠도 컴퓨터보다 책이 어린 시절 꿈과 상상력, 창의력을 키우는 데 더 중요한 무기라고 생각하기 때문이다. 그래서 빌 게이츠는 자녀들의 컴퓨터 사용 시간을 하루 45분, 주말 1시간으로 제한한다고 고백한 바 있다.
빌 게이츠가 제니퍼, 로리, 피비 자신의 3자녀에게 많은 돈을 물려주지 않을 것이라고 말했다. 빌 게이츠는 영국 일간 데일리 메일과의 인터뷰를 통해 "많은 부는 그들(자녀)에게 좋지 못하다"며 이같이 밝혔다. 게이츠는 자녀에게 물려줄 유산 규모에 대해 구체적으로 언급하길 꺼렸으나 신문은 게이츠가 `자녀들에게 1,000만 달러씩 물려줄 것`이라는 그간의 보도를 부정하지 않았다고 전했다. 그는 "이 정도의 돈은(1,000만 달러) 내 전체 재산의 아주 극소수"라며 "이는 그들이 스스로의 길을 찾아야 한다는 것을 의미한다"고 말했다. 또  자신의 부로 자녀들이 인생이 영향받지 않기를 원해 이러한 결정을 내렸다고 설명했다. 그는 "내 자녀들은 현재 집안일을 하고 용돈을 받는 평범한 아이들"이라며 "교육, 건강과 관련한 자녀들의 비용은 내가 지불하겠지만, 그들은 향후 직장에 가서 일을 해야만 한다"고 강조했다.

### 스티브 잡스와의 관계
"그와 나는 어떤 의미에서 함께 자랐다. 우리는 동갑내기이며 순진하게도 낙관적이었고 커다란 회사를 세웠다. 우리는 우리가 가진 제품과 새로운 것에 대한 모든 환상을 모두 이뤄냈다. 그리고 대부분을 라이벌 관계에서 만들어 냈다. 하지만 우리는 항상 서로에게 상대방이 아플 때에도 어떤 존경심을 가지고 소통해 왔다"
"잡스는 천재였고 나는 그를 많이 질투했다"면서 "잡스는 사람들에게 뭔가 엄청난 동기를 부여하는 대단한 마법사였다면 나는 소소한 마법사였다"
1955년생 동갑내기인 게이츠와 잡스는 젊은 시절 70년대 후반부터 30년 넘게 애증관계를 이어온 것으로도 유명하다. 잡스는 캘리포니아 노동자 집안에서 자랐으며 모든 제품에 대해 완전하게 통제할 수 있다고 믿으며 닫힌 생태계를 창조했으며, 디자인을 통해 제품에 프리미엄을 불어넣었다. 반면, 워싱턴주 상류층에서 자란 게이츠는 개방형 생태계를 믿었고 디자인은 중시하지 않았다. 출생부터 스타일까지 전혀 달랐던 두 사람은 결국 서로를 쉽게 이해하지 못했다. 게이츠는 잡스에 대해 "기본적으로 괴짜"라며 "인간으로서는 괴상하게 흠집난 친구"라고 평가했고, 잡스는 게이츠를 "마약을 한 번 해보거나 어렸을 때 히피촌에 갔더라면 좀 더 생각이 넓어졌을 것"이라고 말했다. IT 산업에 있어서도 게이츠는 "잡스는 정말 IT에 대해 모른다"면서 "대신 그는 뭐가 어떻게 돌아가는지 알아채는 놀라운 본능을 가지고 있다"고 말했다. 반면, 잡스는 "빌은 기본적으로 상상력이 없고 아무것도 발명한 적이 없다"면서 "그래서 그가 그가 이제는 IT보다 자선사업을 더 편안하게 여길 것"이라고 폄훼하기도 했다. 이와 같은 서로의 태도에 대해 애플 매킨토시 개발팀의 일원이었던 앤디 허츠펠드는 스티브 잡스의 전기에서 "두 사람은 서로 상대방이 자신보다 똑똑하다고 생각했다"면서도 "하지만 스티브는 취향과 스타일 때문에 일반적으로 빌을 자신보다 약간 떨어지는 사람처럼 대했다"고 증언했다. 그는 이어 "빌은 프로그래밍을 못한다는 점 때문에 스티브를 무시했다"고 회상했다.

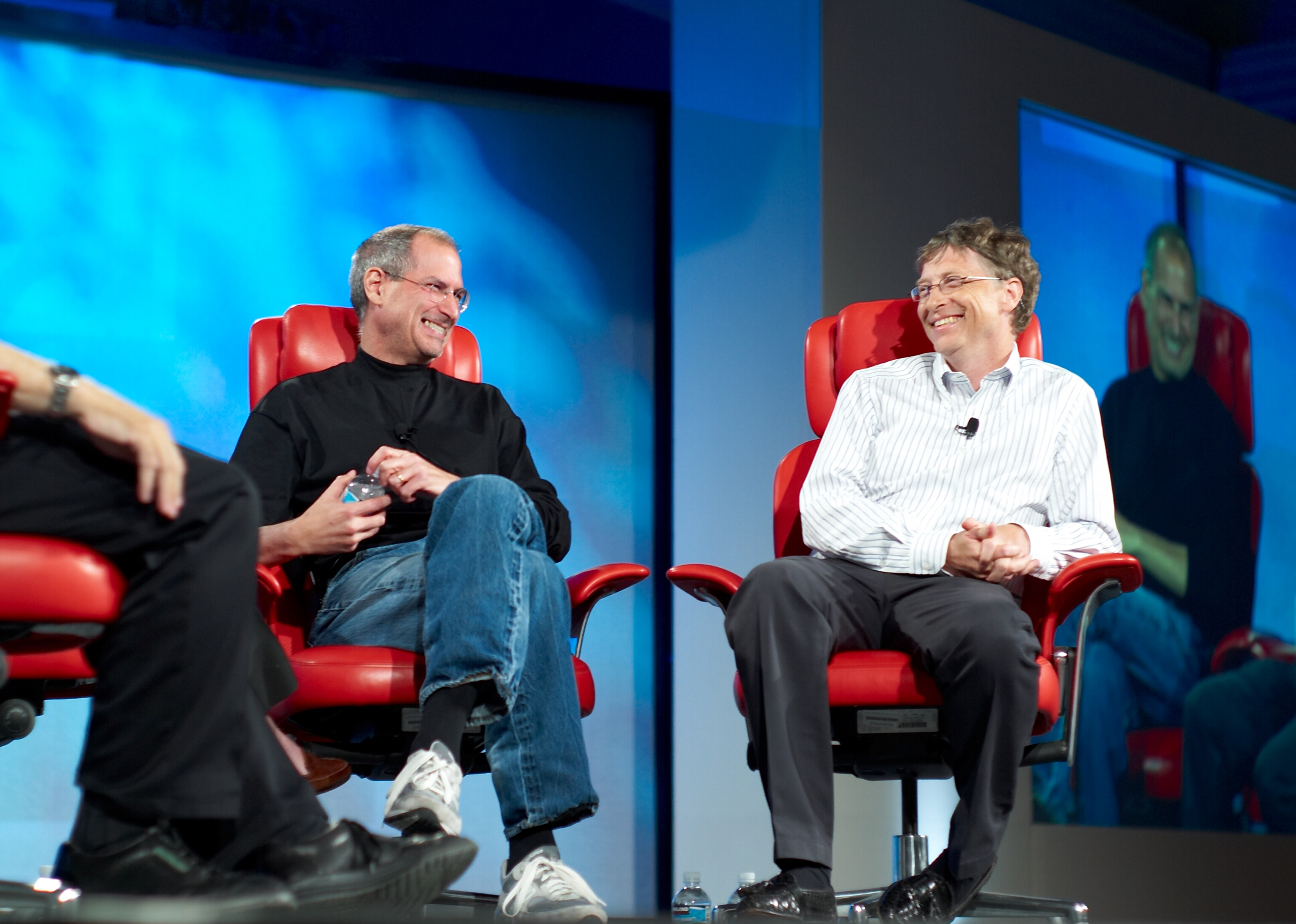
스티브 잡스와 빌 게이츠

하지만 2011년 잡스의 타계 이후 게이츠는 그를 그리워하는 말을 여러차례 했다. 같은 해 10월5일 게이츠는 잡스의 사망 소식을 접하고 "그와 함께 일했던 것은 미치도록 훌륭하게 명예스러운 일(insanely great honor)이었다"면서 잡스의 표현인 '미치도록 훌륭한'이란 표현을 빌어 그를 추모했다. 당시 그는 "스티브와 나는 약 30년 전에 만나, 동료이자 경쟁자 그리고 친구로 삶의 절반 이상을 함께 보냈다"면서 "그가 많이 그리울 것이며 잡스가 세상에 미친 강력한 영향력은 앞으로도 이어질 것"이라고 애도했다.
지난해 월스트리트저널(WSJ) 인터뷰에서도 게이츠는 잡스의 프레젠테이션을 높게 평가하면서 "나는 연설을 잘하기 위해 힘들여 노력해야 했지만 잡스는 항상 자연스러웠다"면서 "내가 잡스처럼 사람들을 매료시키는 능력이 있었다면 빌&멀린다 게이츠 재단의 가난 퇴치·질병 예방 연구 등 국제 사업에 더 많은 지지를 받을 수 있었을 것"이라고 말하기도 했다.
그는 이어 "잡스는 자연스럽게 사람을 끌어들이는 마력을 가진 '천재'였고, 나도 그를 따라하고 싶었다"면서 "잡스가 사람들을 매료시키고, 사람들이 그의 주문을 따르는 것을 봐왔다"면서 "나는 그를 너무나 질투했다"고 덧붙였다.

### 워런 버핏과의 관계
“난 내 친구들을 대부분 언제 처음 만났는지 정확히 기억하지 못한다. 하지만 워런 버핏만은 예외다. 그의 만남이 나와 아내 멀린다의 삶을 완전히 바꿨기 때문이다. 그를 처음 만난 건 25년 전 오늘이다. 1991년 7월5일.”

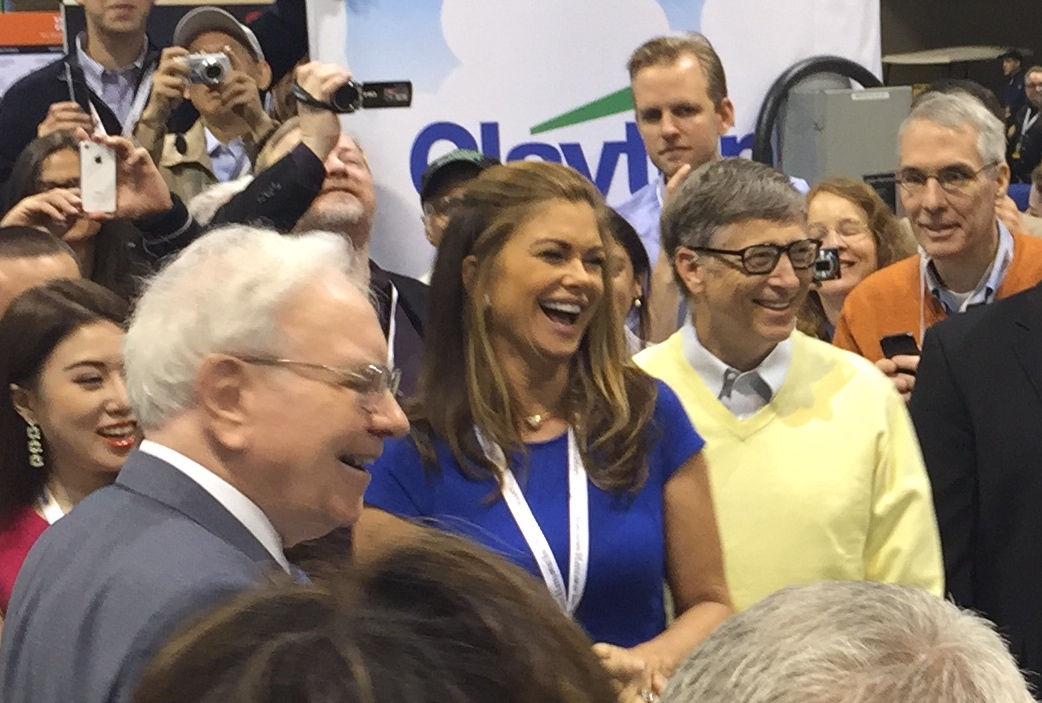
버크셔헤서웨이 주주총회에서 워런 버핏, 빌게이츠과 캐시 아일랜드

게이츠는 어머니의 권유로 1991년 7월 5일 버핏을 처음 만났다고 CNN은 보도했다. 이후 25살의 나이 차이에도 불구하고 우정을 이어오고 있다. 게이츠는 버핏이 사실상 모든 재산을 사회에 환원하겠다는 약속으로 세상에 끼친 영향은 '계산할 수 없다'고 언급하며 존경을 드러내기도 했다. 둘은 아버지뻘 되는 나이 차이를 극복하고 돈독한 우정을 쌓고 있는데 빌 게이츠의 사무실 전화 단축번호에 집과 워런 버핏의 번호만 저장돼 있을 정도다. 대학 강연이나 기부 활동도 같이한다. 워런 버핏의 기부금 대부분도 빌 게이츠 부부가 설립한 ‘빌 & 멜린다 게이츠 재단’으로 들어간다. ‘배움과 웃음의 25년’이란 글을 통해 “버핏은 나와 멀린다가 더 많이 배우고, 더 많이 웃을 수 있도록 도와주며 내 삶을 바꿔줬다”며 “그는 내가 오마하에 들를 때 지금도 직접 운전해 나를 공항에 데리러 나온다”고 전했다. “어머니의 권유로 버핏을 만나기 전까지만 해도 그에 대한 인상은 그리 좋지 않았다”는 게이츠는 “컴퓨터만 아는 괴짜와 이메일 한 번 쓰지 않는 투자자는 어울리지 않는다고 생각했다”고 회상했다. 하지만 버핏은 젊은 사업가에게 정중히 MS의 사업 전략에 대해 예리하게 질문했고, 두 사람은 서로 시간이 가는 줄 모를 정도로 대화에 빠져들었다. 게이츠는 버핏 특유의 ‘초딩 입맛’에 대해서도 실감 나게 묘사했다. 그는 “버핏이 우리 집에 묵었을 때 아침식사로 오레오 쿠키를 먹었다”며 “워런의 입맛은 마치 여섯 살짜리 꼬마 같다”고 전했다. 또 “햄버거나 아이스크림, 코카콜라를 달고 사는 버핏과 식사하러 나가는 게 즐겁다”며 “솔직히 젊은이들에게 그의 식단은 최악이겠지만, 왠지 그에겐 잘 통하는 식단인 것 같다”고 적었다.

### 독서
빌 게이츠 마이크로소프트 창업자는 자타가 공인하는 소문난 독서광이다. 그는 일 년에 50여권의 책을 읽으며 자신의 블로그에 독후감을 남긴다. 미국 CNBC는 21일(현지시간) 이 억만장자 독서광이 책을 읽은 후 그 내용을 기억하는 빌게이츠 독서 비법을 소개했다. 빌 게이츠가 밝히는 독서 기억법의 핵심은 ‘맥락’이다. 그는 ‘쿼츠’와의 인터뷰에서 “책을 읽다보면 이 내용과 저 내용이 비슷한 점이 있기 때문에 두 가지 사이에서 유사점을 발견하게 된다”면서 “만일 커다란 틀을 갖고 있다면 모든 것을 그 틀 안에 놓을 수 있다”고 설명했다. 즉 어떤 주제에 관해 기본적인 이해의 틀을 가지고 있다면, 그 다음에 새로운 정보들이 들어오면 그 위에 적절히 배치해 놓는 것이다. 게이츠는 “그러므로 계속 쌓이는 지식을 풍요롭게 유지 관리하는 것이 훨씬 덜 이용이해진다”고 말했다. “처음에는 엄두가 안날 수 있지만 일단 그런 방식에 익숙해지면 그 다음부터는 자연스럽게 지식의 조각들이 제 자리를 잡게 된다”고 설명했다. 예를 들어 과학과 관련된 독서를 하는 경우, 게이츠는 과학자의 역사에 관한 독서와 과학자의 업적에 관한 독서는 상호 관련되는 부분이 있어서 하나의 큰 틀이나 맥락 속에 놓고 보면 세부적인 내용을 더 잘 기억할 수 있게 된다고 설명한다.“말하자면 연대순이나 지도, 혹은 과학의 지류 등을 틀로 삼을 수 있다”고 그는 덧붙였다. 게이츠에게 있어서 독서는 취미나 소일거리 이상의 의미가 있다. 그는 2017년 ‘타임’과의 인터뷰에서 독서는 성공에 “절대적으로” 필수적인 요소라고 강조한 바 있다. 그는 “인간은 배움을 멈추지 않는 한 노쇠하지 않는다”고 말하면서 독서가 자신의 인생을 이끌어왔다고 설명했다. “책 한권 한권이 내게 새로운 것을 일깨워주고 세상을 다른 눈으로 볼 수 있게 해준다. 나는 내게 늘 책을 읽도록 격려해주신 부모님을 만난 것이 행운이었다. 독서는 세상에 대한 호기심을 끊임없이 공급해줬다. 그 호기심이 내가 사업을 하도록 이끌었고 지금 몸담고 있는 재단 운영에도 도움이 된다.” 게이츠는 책을 읽을 때 꼼꼼하게 읽어 내려가는 편이다. 일단 책을 읽기 시작하면 내용이 마음에 들건 안 들건 끝까지 돌파해야 직성이 풀린다. 그는 인터뷰에서 “나는 읽다가 중간에 멈추는 걸 싫어한다”면서 “내용이 마음에 들지 않을수록 책을 읽으면서 여백에 메모를 적느라 (좋아하는 책보다) 더 많은 시간이 소요된다”고 밝혔다.

### 예술품 수집
예술품 수집에 큰 관심을 가지고 있는 것으로 알려졌다. 게이츠는 지난 1994년 크리스티 경매를 통해 레오나르도 다빈치의 필사본인 72쪽짜리 레스터사본(Leicester Codex)을 3,100만달러에 사들였다. 그는 또 미국을 대표하는 사실주의 화가인 윈슬로 호머의 작품도 3,000만달러를 주고 구입한 바 있다.

### 유튜브
빌 게이츠가 유튜브로부터 구독자 100만명 이상 유튜버에게 수여되는 골드 버튼을 받았다. 빌 게이츠는 자신의 유튜브 채널 '빌 게이츠'서 골드버튼 언박싱 영상을 게재했다. 그리고는 구독자들에게 감사 인사를 전하는 메시지가 나온 뒤 짤막한 영상이 마무리됐다. 그는 워런 버핏(Warren Buffett)과 함께 아르바이트를 하는 등 다양한 영상을 올렸다.

## 기타
- 자신이 죽을 경우 전 재산의 대부분을 사회에 기증하고 세 명의 자녀들에게는 1인당 1천만 달러씩만 상속한다고 밝혔다. 이는 빌 게이츠 전 재산의 0.018%에 불과하다.[65]

- 영국의 YouGov에서 전세계 23개국에서 조사한 '2015년 세계에서 가장 존경받는 인물'에서 9.2점을 받아 남성 인물 중 가장 존경받는 사람으로 선정되었다. 버락 오바마(6.4), 시진핑(5.3)이 뒤를 이었다.[66]

- 2013년 4월 21일 내방 기간 동안 삼성전자 서초동 본사를 방문하였다. 뒤쪽 취재진에게 웃는 얼굴을 보이며 현관문을 직접 열고 건물로 들어갔다.

- 나무위키에 쓰여진 내용은 상당수가 사실이 아니다.

- 실제 성격이 겸손하고 예의바른 것으로 알려져 있다. 소셜미디어를 한다 루머가 있으나 하지 않는다. 관심을 받아먹고 사는 사람을 천하게 여기고, 실제로 중졸, 고졸을 천하게 여기는 기업가로 알려져 있다.

## 업적
- 1971년 정보 과학사 급여 산출 프로그램 개발
- 1972년 트래프 오 데이터('교통자료 포착'이라는 뜻)설립
- 1974년 베이직 개발
- 1975년 마이크로소프트 설립
- 1975년 ~ 2000년 마이크로소프트 CEO
- 1980년 MS-DOS 개발
- 1981년 마이크로소프트 주식회사로 전환
- 1985년 윈도우 1.0 개발
- 1986년 31세의 나이로 억만장자가 됨
- 1987년 윈도우 2.0 개발
- 1990년 3월 윈도우 3.0 개발
- 1994년 1월 멜린다 게이츠와 결혼
- 1995년 윈도우 95 개발, 인터넷 익스플로러 1.0 개발, MSN 컴퓨터 통신시장 진출, 워렌 버핏 보다 더 많은 재산을 소유한 부자
- 1996년 인터넷 익스플로러 3.0 개발
- 1998년 윈도우 98 개발
- 2000년 ~ 2008년 마이크로소프트 기술고문
- 2000년 빌 & 멜린다 게이츠 재단 설립
- 2007년 윈도우 비스타 개발
- 2008년 마이크로소프트 회장직 은퇴
- 2015년 클린 에너지 기금 설립[67]

## 상훈
- 2005년 영국 명예 KBE 훈장(honorary KBE, 외국인 대상 정원외)
- 2010년 보이스카우트 실버 버펄로상(Silver Buffalo Award)

## 같이 보기
- 마이크로소프트
- 빌 & 멜린다 게이츠 재단
- 워렌 버핏
- 스티브 잡스
- IBM
- 테라파워(TerraPower)
  - 토륨기반 원자력(en:Thorium-based nuclear power)
  - 액체불소 토륨 원자로(LFTR, en:Liquid fluoride thorium reactor)
  - 진행파 원자로(TWR, en:Traveling wave reactor)
- 캐스케이드 인베스트먼트(en:Cascade Investment) - 빌 게이츠가 이끌고 있는 투자회사
  - 포시즌스 호텔 - 세계적인 캐나다의 호텔체인으로서 빌 게이츠의 캐스케이드 인베스트먼트와 사우디 왕가 기업가인 알왈리드 빈 탈랄의 킹덤 홀딩 컴퍼니(Kingdom Holding Company)가 대주주로 있다.

## 참고 서적
- Fridson, Martin (2001). 《How to be a Billionaire: Proven Strategies from the Titans of Wealth》. John Wiley & Sons. ISBN 0471416177.
- Gates, Bill (1996). 《The Road Ahead》. Penguin Books. ISBN 0140260404.
- Lesinski, Jeanne M. (2006). 《Bill Gates (Biography (a & E))》. A&E Television Networks. ISBN 0822570270.
- Manes, Stephen (1994). 《Gates: How Microsoft's Mogul Reinvented an Industry and Made Himself The Richest Man in America》. Touchstone Pictures. ISBN 0671880748.
- Wallace, James (1993). 《Hard Drive: Bill Gates and the Making of the Microsoft Empire》. New York: HarperCollins Publishers.